# ホーカーセンター

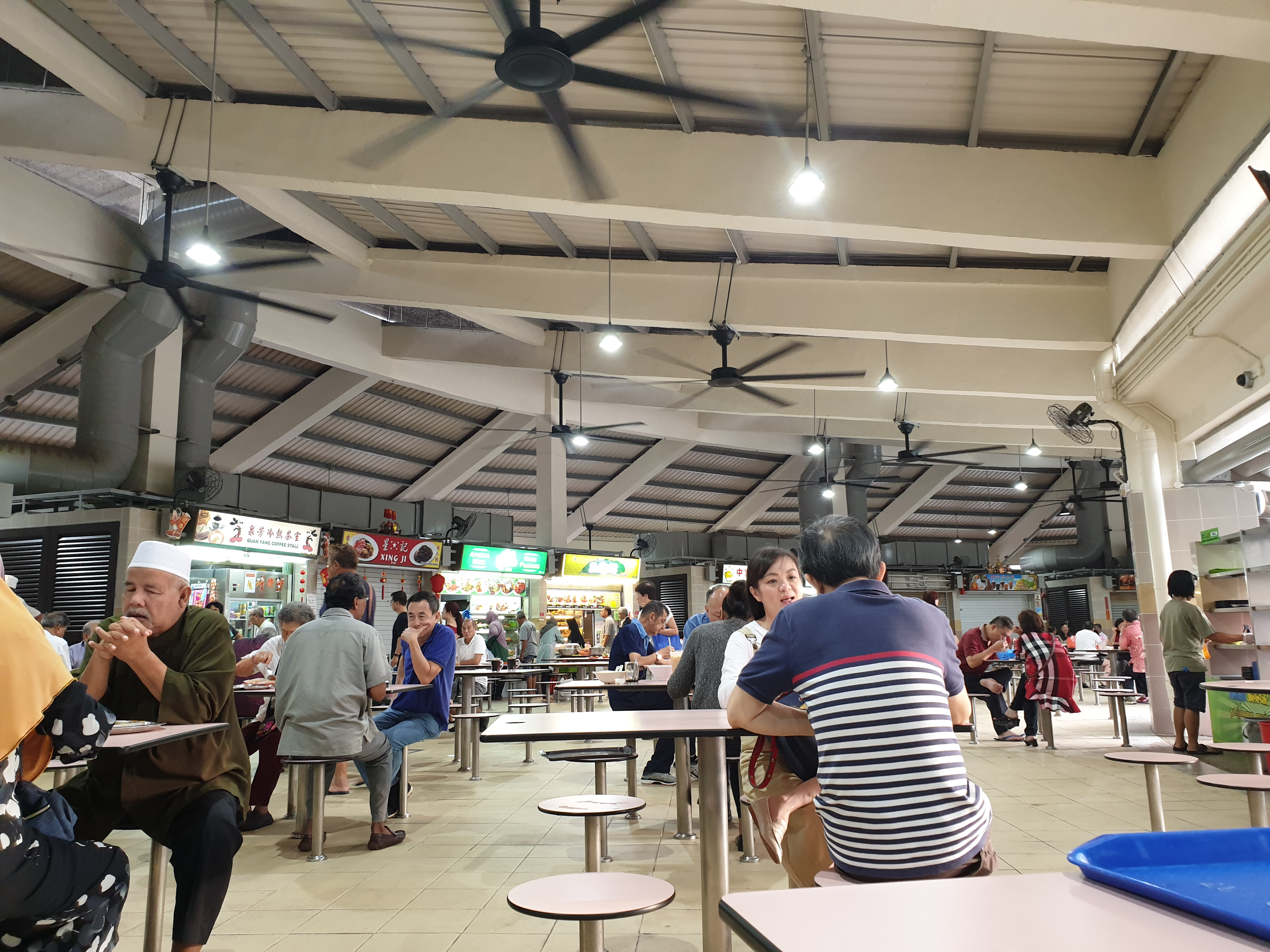
シンガポールのホーカーセンター

ホーカーセンター（英語: Hawker centre, 中国語: 小販中心,熟食中心）はシンガポール、リアウ諸島州などで、廉価な飲食の屋台や店舗を集めた屋外複合施設である。典型的なホーカーセンターは、公営住宅やバスターミナル、鉄道駅の近くなど、人が多く集まる場所に設けられている。

## 概要
ホーカーセンターは急速な都市化に伴って、1950年代から1960年代にかけ広がった。多くの場合、通りに広がる無認可の屋台の商人（ストリートホーカー）や、不衛生な飲食物の問題を解決するために設けられた。
当時のホーカーセンターは低所得者層向けであり、その多くは運営者の管理が杜撰で、上下水道が無かったり、清掃が欠けていることもあった。また、不衛生な飲食物の提供が常態化しており、野良の動物や害虫が集まる問題もあった。
最近のマレーシアやシンガポールでは、経済成長による都市住民の生活水準の向上によって、旧来のようなホーカーセンターは以前ほど見られなくなっており、地元行政当局の規制により標準的な衛生状態に改善されている。
ホーカーセンターでの運営には認可が必要で、衛生面に関しては厳しく規制され、必要な事項が定められている。それぞれの飲食店には衛生基準のステッカーが貼られ、その店舗の衛生状態が分かるようになっている。ホーカーセンター内の店舗はA（優良店）からE（不合格）までの基準のうちBランクの店舗が多く、Cランクの店舗もある。
シンガポールでは1990年代後半からホーカーセンターの改築や刷新が始まり、ショッピングモールや他の商業地に入る形のフードコートに置き換えられてきた。名称も「フードセンター」へと変わり、エアコンが効いた屋内の施設になっている。
シンガポールのホーカーセンターは環境省の下にある国家環境庁 (NEA)、シンガポール政府住宅公団 (HDB)、ジュロン・タウン公社 (JTC) の3つの機関により所有されている。
香港のホーカーセンターは住宅地区の複合商業施設に立地している。ホーカーセンターの店舗は旧来の飲食店の集まった施設である大牌檔から転換されたもので、規制当局により厳しく管理されている。香港のホーカーセンターの管轄は食物環境衛生署にある。

## 著名なホーカーセンター

### シンガポール
- チャンギ・ヴィレッジ・フードセンター
- テロック・エア・マーケット
- マックスウェル・フードセンター（英語版）
- ニュートン・フードセンター（英語版）
- テッカ・センター（英語版）